# Maria Schwab-Hasse
Maria Schwab-Hasse (* 19. August 1909 in Mannheim; † 1988 in Stuttgart) war eine deutsche Malerin, Grafikerin und Kunsthandwerkerin. Sie wirkte in Stuttgart und war mit dem Stuttgarter Bildhauer Eugen Schwab verheiratet.

## Leben und Werk
Maria Schwab-Hasse studierte von 1927 bis 1933 an der Kunstakademie Stuttgart bei Hans Spiegel und Robert Breyer. Sie verbrachte mehrere Studienaufenthalte im Ausland. 1944 wurde ihr Atelier in Stuttgart-Weilimdorf kriegsbedingt zerstört. Sie hinterließ in der Region Stuttgart zahlreiche Wandgestaltungen.

## Ausstellungsteilnahmen (Auszug)
- 1932: Juryfreie Künstlervereinigung Stuttgart.
- 1939: Kunsthaus Fischinger, Stuttgart.
- 1947: Stuttgarter Sezession („Kleines Selbstbildnis“, „Pfingstrosen“, „Ostflüchtling“).